# Marga Heiden
Marga Heiden, eigentlich: Marga Saß-Heiden, (* 29. November 1921 in Schwerin; † 1. Dezember 2013 ebenda) war eine deutsche Theaterschauspielerin.

## Leben
Heiden stand erstmals im Alter von elf Jahren auf einer Theaterbühne; sie tanzte im Kinderballett. Sie begann, nach in Hamburg abgelegter Prüfung, ihre Bühnenlaufbahn als Tänzerin. Im Dezember 1934 erhielt sie ein Engagement als Ballett-Elevin am Mecklenburgischen Staatstheater Schwerin. Im Dezember 1934 stand ihr Name auch erstmals auf einem Besetzungszettel. 1936 wurde sie am Mecklenburgischen Staatstheater Schwerin als Solotänzerin engagiert. Heiden war festes Ensemblemitglied des Mecklenburgischen Staatstheaters Schwerin, zunächst als Tänzerin, dann als Soubrette für Operette und Oper. 1947 wechselte sie ganz zum Schauspiel. Die Schauspielerin Lucie Höflich hatte ihr „großes komödiantisches Talent“ erkannt und sie ins Schauspielensemble geholt. Heiden spielte im Verlauf ihrer Karriere das komplette Rollenfach von der Charakterdarstellerin bis zur „Komischen Alten“. Zu ihren „größten Erfolgen“ gehörte der Puck in der Shakespeare-Komödie Ein Sommernachtstraum. Insgesamt dauerte ihre Bühnenlaufbahn über 70 Jahre. Sie war die dienstälteste Schauspielerin des Mecklenburgischen Staatstheaters Schwerin. Anlässlich ihres 60-jährigen Bühnenjubiläums wurde sie zum Ehrenmitglied des Mecklenburgischen Staatstheaters Schwerin ernannt, wo in einer mehr als dreistündigen Gala ihr Wirken von den drei Intendanten Ingo Waszerka, Werner Saladin und Joachim Kümritz gewürdigt wurde.
Von 1965, nach anderen Quellen seit 1963, bis 1997 war Heiden festes Ensemblemitglied des Niederdeutschen Schauspiels des Mecklenburgischen Staatstheaters Schwerin, der Fritz-Reuter-Bühne, dem ostdeutschen Gegenstück zum Hamburger Ohnsorg-Theater. Auch nach ihrem Ausscheiden trat Heiden dort weiterhin als Gast auf. Dort hatte sie großen Erfolg in plattdeutschen Volksstücken, u. a. in Flitterwochen tau drütt. Sie verkörperte auf der Bühne den Typus der norddeutschen Volksschauspielerin. Aufzeichnungen von Stücken der Fritz-Reuter-Bühne wurden auch im Fernsehen der DDR und später im NDR ausgestrahlt. Besonderen Erfolg hatte Heiden als Frollein Soffie in einer plattdeutschen Version des Erfolgs-Sketches Dinner for One unter dem Titel „Dinner for one – up Platt“. Der Sketch wurde 1999 vom NDR mit Heiden, Eberhard Bremer und Wilhelm Wieben für das Fernsehen aufgezeichnet und wird seither alljährlich zu Silvester im NDR-Programm ausgestrahlt.
Mit Eberhard Bremer nahm Heiden unter dem Titel Dor kümmt doch ümmer wart dormang auch plattdeutsche Gedichte und Reime von Rudolf Tarnow auf. Mit dem Tarnow-Programm Er war schon schief, als ich ihn kriegte hatte sie 2005 auch ihren letzten öffentlichen Auftritt auf der Bühne des Mecklenburgischen Staatstheaters Schwerin.
Gelegentlich arbeitete Heiden in der DDR auch für das Fernsehen, u. a. in dem DEFA-Fernsehfilm Zahl bar, wenn du kannst (1981/1982). Sie wirkte außerdem in der DDR-Fernsehserie Barfuß ins Bett (1988–1990) mit; sie verkörperte Klara Schreiber, die Mutter der schwangeren Kindergärtnerin Josi Schreiber; diese wurde von Renate Blume gespielt. Zwei kleine Gastauftritte hatte sie in der Krimiserie Polizeiruf 110.
Heiden war mit dem Büroangestellten Hans-Otto Saß († Dezember 1980) verheiratet. Der Ehe entstammen zwei Töchter und ein Sohn. Heidens jüngere Tochter Katrin Saß wurde ebenfalls Schauspielerin. Katrin Saß schreibt in ihrer Autobiografie Das Glück wird niemals alt (2003), ihre Mutter habe ihr noch zu Lebzeiten von Hans-Otto Saß gestanden, dass dieser nicht ihr leiblicher Vater sei; sie stamme vielmehr aus einer außerehelichen Beziehung ihrer Mutter mit einem Fotografen und späterem Schauspieler am Mecklenburgischen Landestheater Parchim, den ihre Mutter kennengelernt habe, als er als Bühnenarbeiter am Staatstheater Schwerin engagiert war.
Heiden und ihre Tochter Katrin Saß spielten gemeinsam in Zahl bar, wenn du kannst (1981/1982) und Heute sterben immer nur die andern (1991).

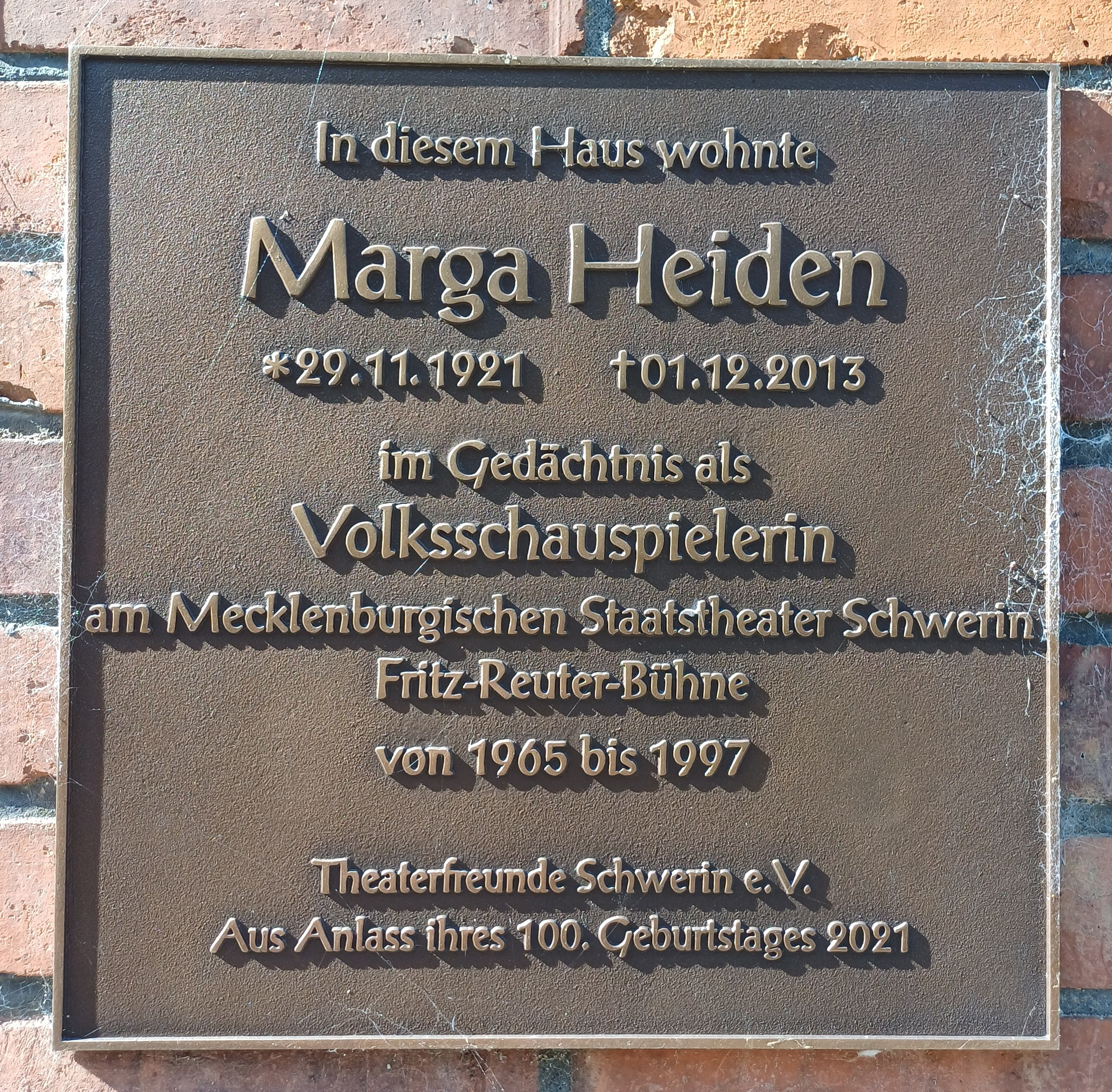
Gedenktafel am langjährigen Wohnhaus von Marga Heiden in der Dr.-Hans-Wolf-Straße (Schwerin)

Heiden starb wenige Tage nach ihrem 92. Geburtstag in Schwerin.

## Ehrungen
- Verdienstmedaille des Bundesverdienstordens (26. November 1971)[8]
- Fritz-Reuter-Preis (Hamburg) (1979)
- Bundesverdienstkreuz am Bande (1998)

## Filmografie
- 1976: Mann gegen Mann
- 1980: Frau Mohr hat ihre Schuldigkeit getan (Theateraufzeichnung; Fritz-Reuter-Bühne)
- 1982: Zahl bar, wenn du kannst (Fernsehfilm)
- 1984: Freunde (Fernsehfilm)
- 1984; 1994: Polizeiruf 110 (Fernsehreihe, zwei Folgen)
- 1988: Fallada – Letztes Kapitel
- 1988–1990: Barfuß ins Bett (Fernsehserie)
- 1990: Der Stein des Anstoßes (Theateraufzeichnung; Fritz-Reuter-Bühne)
- 1991: Heute sterben immer nur die andern
- 1992: Tandem (Fernsehfilm)
- 1999: Ihr 90. Geburtstag (Dinner for one – up Platt)

## Theater
Mecklenburgisches Staatstheater Schwerin – Fritz-Reuter-Bühne
- 1980: Fritz Reuter – Unkel Jakob un Unkel Jochen
- 1982: Johann Meyer – Kummedie bi Krischan (Tante Liese)
- 1986: Manfred Brümmer – Paster Düwel (Hebamme Anne)